# 나라별 유로비전 송 콘테스트 목록
다음은 나라별 유로비전 송 콘테스트 목록이다. 지금까지 총 52개국이 참가했고, 35개국이 우승을 한 번 이상 했으며, 60개의 언어가 등장했다.

## 현황
현재는 35개국이 참가하고 있으며, 회색으로 표시된 국가는 현재 참가하지 않는 국가이다. 라틴 알파벳 순으로 나열하였다.
| 국가                  | 첫 참가 연도 | 참가 횟수 | 우승 횟수 | 방송사                                    |
| --------------------- | ------------ | --------- | --------- | ----------------------------------------- |
| 알바니아              | 2004         | 10        | 0         | RTSH                                      |
| 안도라                | 2004         | 6         | 0         | RTVA                                      |
| 아르메니아            | 2006         | 7         | 0         | AMPTV                                     |
| 오스트리아            | 1957         | 46        | 1         | ORF                                       |
| 아제르바이잔          | 2008         | 6         | 1         | İTV                                       |
| 벨라루스              | 2004         | 10        | 0         | BTRC                                      |
| 벨기에                | 1956         | 55        | 1         | VRT (네덜란드어) RTBF (프랑스어)          |
| 보스니아 헤르체고비나 | 1993         | 18        | 0         | BHRT                                      |
| 불가리아              | 2005         | 9         | 0         | BNT                                       |
| 크로아티아            | 1993         | 21        | 0         | HRT                                       |
| 키프로스              | 1991         | 31        | 0         | CyBC                                      |
| 체코                  | 2007         | 3         | 0         | ČT                                        |
| 덴마크                | 1957         | 42        | 3         | DR                                        |
| 에스토니아            | 1994         | 19        | 1         | ETV                                       |
| 핀란드                | 1961         | 47        | 1         | YLE (핀란드어)                            |
| 프랑스                | 1956         | 56        | 5         | TF1 (1956–1981) 프랑스 텔레비지옹 (1983–) |
| 조지아                | 2007         | 6         | 0         | GPB                                       |
| 독일                  | 1956         | 57        | 2         | NDR, ARD                                  |
| 그리스                | 1974         | 34        | 1         | ERT                                       |
| 헝가리                | 1994         | 11        | 0         | MTV                                       |
| 아이슬란드            | 1986         | 26        | 0         | RÚV                                       |
| 아일랜드              | 1965         | 47        | 7         | RTÉ                                       |
| 이스라엘              | 1973         | 36        | 3         | IBA                                       |
| 이탈리아              | 1956         | 39        | 2         | RAI                                       |
| 라트비아              | 2000         | 14        | 1         | LTV                                       |
| 리투아니아            | 1994         | 14        | 0         | LRT                                       |
| 룩셈부르크            | 1956         | 37        | 5         | CLT                                       |
| 북마케도니아          | 1998         | 13        | 0         | MKRTV                                     |
| 몰타                  | 1971         | 26        | 0         | PBS                                       |
| 몰도바                | 2005         | 9         | 0         | TRM                                       |
| 모나코                | 1959         | 24        | 1         | [TMC                                      |
| 몬테네그로            | 2007         | 5         | 0         | RTCG                                      |
| 모로코                | 1980         | 1         | 0         | SNRT                                      |
| 네덜란드              | 1956         | 54        | 4         | NOS (1956–2009) TROS (2010–)              |
| 노르웨이              | 1960         | 52        | 3         | NRK                                       |
| 폴란드                | 1994         | 16        | 0         | TVP                                       |
| 포르투갈              | 1964         | 46        | 0         | RTP                                       |
| 루마니아              | 1994         | 15        | 0         | TVR                                       |
| 러시아                | 1994         | 17        | 1         | RTR                                       |
| 산마리노              | 2008         | 4         | 0         | SMRTV                                     |
| 세르비아              | 2007         | 7         | 1         | RTS                                       |
| 세르비아 몬테네그로   | 2004         | 2         | 0         | UJRT                                      |
| 슬로바키아            | 1994         | 7         | 0         | STV (1994–2010) RTVS (2011–)              |
| 슬로베니아            | 1993         | 19        | 0         | RTV SLO                                   |
| 스페인                | 1961         | 53        | 2         | TVE                                       |
| 스웨덴                | 1958         | 53        | 5         | SVR (1958) SR (1959–1979) SVT (1980–)     |
| 스위스                | 1956         | 54        | 2         | SRG SSR                                   |
| 튀르키예              | 1975         | 34        | 1         | TRT                                       |
| 우크라이나            | 2003         | 11        | 1         | NTU                                       |
| 영국                  | 1957         | 56        | 5         | BBC                                       |
| 유고슬라비아          | 1961         | 25        | 1         | JRV                                       |

## 참가하지 못한 국가들
가능성이 있는 국가부터 나열하였다.
- 스코틀랜드 - 2014년 9월 18일에 있을 스코틀랜드 독립 국민투표[2]에서 스코틀랜드가 독립을 할 경우 빠르면 2015년부터 참가가 가능하다고 한다.[3]
- 코소보 - 2008년 독립선언 이후, 코소보는 유럽 방송 연맹에 가입을 수 차례 시도했지만, 거부 당하였다. 하지만 카자흐스탄과 같이 방송을 계속 하고 있다.
- 리히텐슈타인 - 현재 리히텐슈타인은 오스트리아와 스위스의 방송을 빌려 유로비전 송 콘테스트의 시청을 가능하게 했는데, 코소보와 같이 유럽 방송 연맹에 가입을 하지 못하여 현재 참가가 불가한 상황이다. EBU 가입이 완료될 경우 빠르게는 2014년 또는 2015년에 참가가 가능하다고 한다.
- 카자흐스탄 - 카자흐스탄을 유로비전 송 콘테스트에 참가시키자는 의견이 많지만, 아직 유럽 방송 연맹에 가입하지 않았고, 또한 유럽과 너무 거리가 멀다는 점에서 아직 수년내 참가는 불투명해 보인다. 2010년부터 유로비전 송 콘테스트의 방송을 시작하였다.
- 카타르 - 2009년 대회에 참가하려 했지만, 거리가 너무 멀고 비-유럽권이라는 이유로 참가를 거부당하였다. 지금까지 참가 신청을 하고 있다.
- 레바논 - 2005년 대회에 참가하려 했지만, 정부에서 이스라엘 매체 이용 금지령을 내려 참가하지 못하게 되었다.
- 튀니지 - 1977년 대회에 참가하려 했지만, 종교적 이유로 거부당했다.
- 카탈루냐 - 스코틀랜드와 마찬가지로 독립의 문제가 가장 크다. 언제 독립할지 모른다는 점에서 참가가 불투명하다.
- 소련 - 1980년대 말부터 서구화의 진행으로 참가를 시도했지만 거부당했다.

### 참가 자격이 있지만 참가하지 않은 국가들
- 이집트
- 바티칸 시국 - 종교적 이유와 적은 인구로 참가하지 않는다. 참가 반대 의견이 많은 지역 중 하나이다.
- 알제리
- 요르단